# Associazione Sportiva Bari 2001-2002
Questa voce raccoglie le informazioni riguardanti l'Associazione Sportiva Bari nelle competizioni ufficiali della stagione 2001-2002.

## Stagione
Nella stagione 2001-2002 il Bari disputa il campionato di Serie B, con 53 punti ottiene il sesto posto. Inizia il torneo cadetto agli ordini di Arcangelo Sciannimanico, che non inizia come la piazza vorrebbe, ai primi di novembre, dopo la sconfitta interna (0-1) con il Napoli, con i galletti a 11 punti, tre punti sopra la zona pericolosa, viene sollevato dall'incarico, e sostituito da Attilio Perotti, con lui i biancorossi riprendono un discreto cammino, virando al giro di boa con 26 punti. Nel girone di ritorno ripetono, con un punticino in più lo stesso percorso, chiudendo il torneo al sesto posto con 53 punti, ma sempre molto lontani dai posti che contano e che promuovono il Como, il Modena, la Reggina e l'Empoli. Miglior marcatore stagionale dei pugliesi il pisano Gionatha Spinesi autore di 16 reti. Nella Coppa Italia il Bari disputa, con poche soddisfazioni, il 1º girone di qualificazione, che ha promosso il Genoa.

## Rosa
| N. |                     | Ruolo | Calciatore           |
| -- | ------------------- | ----- | -------------------- |
| 1  | Belgio (bandiera)   | P     | Jean-François Gillet |
| 2  | Italia (bandiera)   | D     | Rocco Roberto Paris  |
| 3  | Italia (bandiera)   | D     | Giuseppe Ingrosso    |
| 4  | Italia (bandiera)   | D     | Gaetano De Rosa      |
| 5  | Italia (bandiera)   | C     | Gabriele Davanzante  |
| 5  | Italia (bandiera)   | D     | Alessandro Armenise  |
| 6  | Italia (bandiera)   | D     | Lorenzo Sibilano     |
| 7  | Italia (bandiera)   | C     | Carlo Cardascio      |
| 8  | Italia (bandiera)   | C     | Antonio La Fortezza  |
| 9  | Nigeria (bandiera)  | A     | Hugo Enyinnaya       |
| 10 | Italia (bandiera)   | C     | Gaetano D'Agostino   |
| 11 | Italia (bandiera)   | A     | Luigi Anaclerio      |
| 12 | Italia (bandiera)   | P     | Attilio Gregori      |
| 13 | Brasile (bandiera)  | C     | Aílton               |
| 14 | Svizzera (bandiera) | C     | Lionel Pizzinat      |
| 15 | Italia (bandiera)   | C     | Antonio Bellavista   |

| N. |                      | Ruolo | Calciatore                |
| -- | -------------------- | ----- | ------------------------- |
| 16 | Italia (bandiera)    | D     | Alessio De Stefani        |
| 19 | Nigeria (bandiera)   | A     | Raphael Chukwu            |
| 20 | Cile (bandiera)      | C     | Jaime Valdés              |
| 21 | Senegal (bandiera)   | D     | Diaw Doudou               |
| 22 | Argentina (bandiera) | C     | Diego Markic              |
| 24 | Italia (bandiera)    | A     | Gionatha Spinesi          |
| 28 | Marocco (bandiera)   | D     | Rachid Neqrouz (capitano) |
| 30 | Paraguay (bandiera)  | D     | Óscar Omar Ayala          |
| 31 | Italia (bandiera)    | D     | Duccio Innocenti          |
| 32 | Egitto (bandiera)    | C     | Hany Said                 |
| 33 | Italia (bandiera)    | P     | Graziano Battistini       |
| 34 | Svizzera (bandiera)  | D     | Giuseppe Mazzarelli       |
| 37 | Italia (bandiera)    | C     | Mattia Collauto           |
| 45 | Italia (bandiera)    | A     | Francesco Palmieri        |
| 77 | Cile (bandiera)      | A     | Jaime Camilo González     |

## Risultati

### Campionato

#### Girone di andata
| Arbitro: | Pieri (Genova) |

|                         |           |  |
| Pasino 31’ Rabito 90+1’ | Marcatori |  |

| Arbitro: | Preschern (Mestre) |

|                         |           |                            |
| Spinesi 1’ Sibilano 59’ | Marcatori | 6’ Di Natale 49’ Bresciano |

| Arbitro: | P. Rossi (Ciampino) |

|           |           |                  |
| Conti 39’ | Marcatori | 26’, 35’ Spinesi |

| Arbitro: | Braschi (Prato) |

|                          |           |  |
| Enyinnaya 45’ Valdés 64’ | Marcatori |  |

| Reggio Calabria 23 settembre 2001, ore 20:45 CEST 5ª giornata | Reggina             | 0 – 0 referto | Bari | Stadio Oreste Granillo\| Arbitro: \| Collina (Viareggio) \| |
| Arbitro:                                                      | Collina (Viareggio) |               |      |                                                             |

| Arbitro: | Nucini (Bergamo) |

|  |           |                        |
|  | Marcatori | 3’ Fialdini 63’ Sculli |

| Arbitro: | Palanca (Roma) |

|                                        |           |  |
| Flachi 28’ (rig.) Luiso 58’ Vasari 89’ | Marcatori |  |

| Arbitro: | Cesari (Genova) |

|                      |           |  |
| Margiotta 41’ (rig.) | Marcatori |  |

| Arbitro: | Farina (Novi Ligure) |

|             |           |  |
| Spinesi 41’ | Marcatori |  |

| Arbitro: | Borriello (Mantova) |

|            |           |  |
| Baiano 19’ | Marcatori |  |

| Arbitro: | Cassarà (Palermo) |

|  |           |            |
|  | Marcatori | 41’ Magoni |

| Arbitro: | Palanca (Roma) |

|             |           |  |
| Spinesi 48’ | Marcatori |  |

| Arbitro: | Racalbuto (Gallarate) |

|  |           |              |
|  | Marcatori | 42’ Palmieri |

| Arbitro: | Messina (Bergamo) |

|              |           |              |
| Palmieri 37’ | Marcatori | 29’ Oliveira |

| Arbitro: | Cruciani (Pesaro) |

|                       |           |             |
| Zaniolo 36’ Tatti 87’ | Marcatori | 3’ Collauto |

| Arbitro: | Palmieri (Cosenza) |

|                         |           |           |
| Palmieri 21’ Chukwu 44’ | Marcatori | 86’ Bolić |

| Arbitro: | Dondarini (Finale Emilia) |

|             |           |                         |
| Accursi 11’ | Marcatori | 38’ De Rosa 55’ Spinesi |

| Arbitro: | Roberto Rosetti (Torino) |

|                          |           |                          |
| Spinesi 12’ Pizzinat 19’ | Marcatori | 2’ Vignaroli 43’ Lázzaro |

| Arbitro: | Cannella (Palermo) |

|            |           |                |
| Bucchi 31’ | Marcatori | 53’ D'Agostino |

#### Girone di ritorno
| Arbitro: | Trentalange (Torino) |

|                      |           |                                  |
| Spinesi 90+1’ (rig.) | Marcatori | 85’ (aut.) Ingrosso 89’ Balestri |

| Arbitro: | Morganti (Ascoli Piceno) |

|                                                     |           |             |
| Bresciano 36’, 46’, 72’ Maccarone 59’ Di Natale 85’ | Marcatori | 65’ Spinesi |

| Bari 3 febbraio 2002, ore 15:00 CET 22ª giornata | Bari                | 0 – 0 referto | Cagliari | Stadio San Nicola\| Arbitro: \| Castellani (Verona) \| |
| Arbitro:                                         | Castellani (Verona) |               |          |                                                        |

| Palermo 11 febbraio 2002, ore 20:45 CET 23ª giornata | Palermo           | 0 – 0 referto | Bari | Stadio Renzo Barbera\| Arbitro: \| Rizzoli (Bologna) \| |
| Arbitro:                                             | Rizzoli (Bologna) |               |      |                                                         |

| Arbitro: | Trentalange (Torino) |

|                          |           |                  |
| Collauto 54’ De Rosa 69’ | Marcatori | 41’ (rig.) Cozza |

| Arbitro: | Cruciani (Pesaro) |

|                          |           |                           |
| Deflorio 72’, 76’ (rig.) | Marcatori | 51’ Pizzinat 54’ Palmieri |

| Arbitro: | Cassarà (Palermo) |

|              |           |                |
| Palmieri 22’ | Marcatori | 63’ Manighetti |

| Arbitro: | Trefoloni (Siena) |

|                            |           |                 |
| Anaclerio 76’ Markic 90+3’ | Marcatori | 27’ Cristallini |

| Arbitro: | Cruciani (Pesaro) |

|                            |           |  |
| Carparelli 34’, 42’ (rig.) | Marcatori |  |

| Arbitro: | Palanca (Roma) |

|                                 |           |                                    |
| Palmieri 55’, 84’ Anaclerio 84’ | Marcatori | 25’, 90+4’ Banchelli 48’ Cimarelli |

| Arbitro: | Nucini (Bergamo) |

|                  |           |  |
| Luppi 71’ (rig.) | Marcatori |  |

| Arbitro: | Braschi (Prato) |

|                 |           |             |
| Jeda 52’ (rig.) | Marcatori | 15’ De Rosa |

| Arbitro: | Pieri (Genova) |

|                                |           |                            |
| Anaclerio 55’, 58’ Spinesi 77’ | Marcatori | 43’ Ferrarese 86’ Giacomin |

| Arbitro: | Trefoloni (Siena) |

|                   |           |  |
| Oliveira 15’, 57’ | Marcatori |  |

| Arbitro: | Cannella (Palermo) |

|             |           |  |
| Spinesi 78’ | Marcatori |  |

| Arbitro: | Castellani (Verona) |

|                               |           |              |
| Albino 7’, 65’ Tiribocchi 74’ | Marcatori | 28’ Pizzinat |

| Arbitro: | Braschi (Prato) |

|                                |           |              |
| Anaclerio 44’, 85’ Spinesi 90’ | Marcatori | 72’ Iannuzzi |

| Arbitro: | Cruciani (Pesaro) |

|                                     |           |                                        |
| Vignaroli 18’ Mazzarelli 49’ (aut.) | Marcatori | 43’, 51’ (rig.) Spinesi 61’ Bellavista |

| Arbitro: | De Santis (Tivoli) |

|                            |           |                |
| Spinesi 23’ Mazzarelli 46’ | Marcatori | 90+3’ Adeshina |

### Coppa Italia
| Treviso 12 agosto 2001, ore 20:45 CEST 1ª giornata | Treviso           | 0 – 0 referto | Bari | Stadio Omobono Tenni (1.008 spett.)\| Arbitro: \| Messina (Bergamo) \| |
| Arbitro:                                           | Messina (Bergamo) |               |      |                                                                        |

| Arbitro: | Palanca (Roma) |

|             |           |              |
| Spinesi 67’ | Marcatori | 48’ Firicano |

| Arbitro: | Dondarini (Finale Emilia) |

|                                               |           |  |
| Manetti 11’ Francioso 39’, 42’ Carparelli 80’ | Marcatori |  |